# Avion de transport régional à réaction

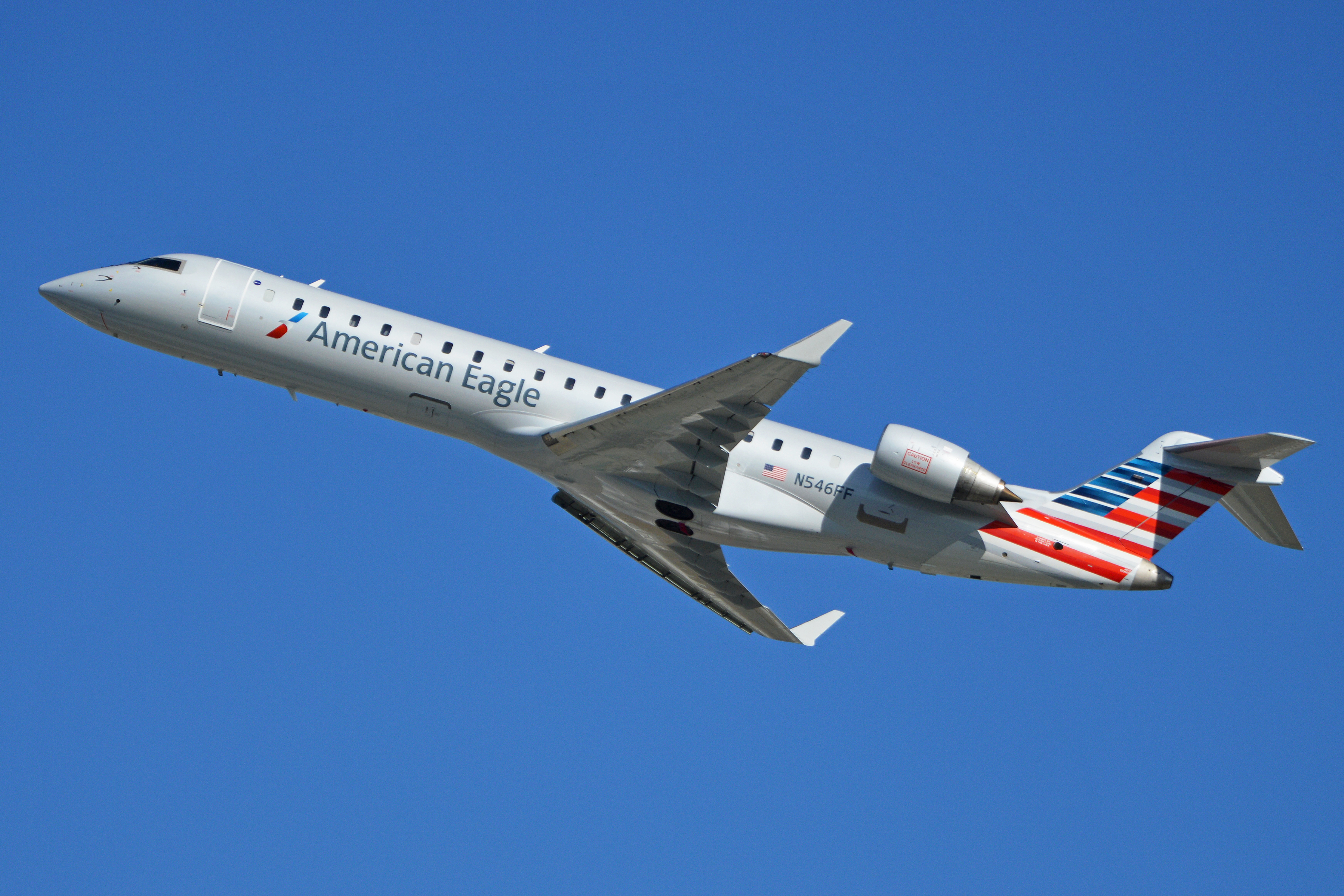
Un CRJ-702 de Bombardier.

Un avion de transport régional à réaction, ou jet régional, est un type d'avion de ligne propulsé par des turboréacteurs de petite ou moyenne puissance dont la taille est inférieure à celle des gros porteurs. Le terme original anglophone est regional jet.
Leur utilisation à l'échelle mondiale est une conséquence de la dérégulation aérienne survenue aux États-Unis en 1978, bien qu'elle soit attestée auparavant, notamment le Yakovlev Yak-40 opéré par la compagnie Aéroflot pendant plusieurs décennies. Parmi ces avions, on peut citer les Fokker F28 Fellowship et Fokker 70, le BAe 146, le Bombardier CRJ200, l'Antonov An-148 et le Soukhoï Superjet 100.

## Définition
Le terme avion de transport régional à réaction (Jet régional) est un jargon de l'industrie aéronautique et non une catégorie réglementaire. Le type d'avions qu'il englobe peut donc varier. Ainsi l’université aéronautique d'Embry–Riddle définit l'avion de transport régional à réaction comme un biréacteur régional d’une capacité pouvant aller jusqu'à 100 sièges. Il s'agit également de la capacité limite pour deux agents de bord.
Quant à Flight Global, il classe également les avions de la famille Embraer E-Jet de 66 à 146 places comme des jets régionaux, mais l’Airbus A220 (ex-Bombardier CSeries) de 116 à 141 places comme avion de ligne principale,.
Ces avions sont largement utilisés par les compagnies de transporteurs aériens de troisième niveau, dits régionaux, telles que SkyWest Airlines et American Eagle. Le faible taux de consommation de carburant, qui se traduit par un faible coût d’exploitation, fait des jets régionaux l’idéal pour une utilisation pour la connexion entre les aéroports à faible trafic à ceux grands ou moyens servant de plate-forme de correspondance aéroportuaire. Les clauses de champ d’application, qui limitent la taille et le nombre d'avions dans les compagnies aériennes régionales américaines, constituent souvent un élément de conception pour les jets régionaux. Ainsi depuis 2012, American Airlines, Delta Air Lines et United Airlines fixent à 76 sièges et une masse maximale au décollage à 86 000 livres (39 009 kg) la taille des avions de leurs compagnies régionales.
La classification d'avion de transport régional à réaction est ainsi associée au nom de plusieurs avions de ligne :
- la famille des CRJ Bombardier Aéronautique dont le CRJ-100 d’une capacité de 50 sièges lancé en 1992 et qui a évolué depuis 2001 vers les CRJ-700/900/1000 de 70 à 100 sièges ;
- le BAe 146 de 70 à 112 sièges a été renommé Avro Regional Jet en 1993 ;
- la famille Embraer Regional Jet (ERJ-135/140/145) de 34 à 50 places avait été mis en service en 1996 ;
- la famille des Embraer E-Jet , introduit en 2004, porte toujours le nom du certificat de type ERJ (66-124 sièges) ;
- le Soukhoï SuperJet 100 de 98 sièges, introduit en 2011, était initialement appelé jet régional russe et porte toujours le numéro RRJ-95 dans son certificat de type ;
- le Comac ARJ21 de 78 à 98 sièges avec entrée en service pour 2016 correspond à « Advanced Regional Jet » ;
- le Mitsubishi Regional Jet, qui a une capacité de 78 à 92 places, devrait entrer en service commercial en 2020.